# Mundo ruso

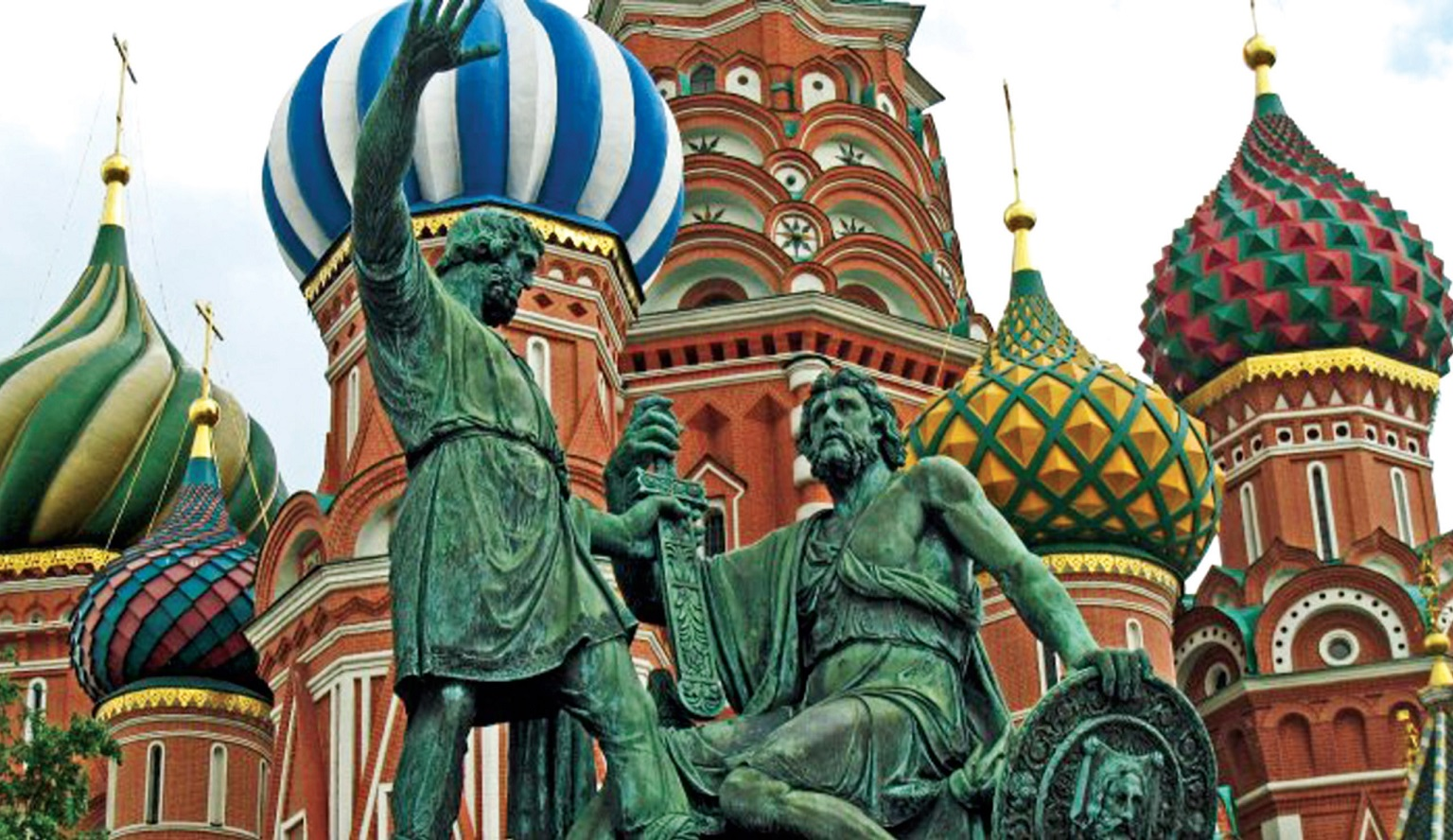
Mundo ruso de O. Kuzmina (CGI, 2015). Con fondo de la Catedral de San Basilio de Moscú, el monumento a Minin y Pozharski.

El «mundo ruso» (en ruso: русский мир, romanizado: ruski mir, lit. '‹mundo ruso›, ‹orden ruso›, ‹comunidad rusa›') es un concepto y una doctrina política habitualmente definido como la esfera de influencia militar, política y cultural de Rusia. Este concepto a veces también se expresa como pax russica, en paralelo a la pax romana, y como contrapeso a la pax americana.

## Historia

### Década de 1990
Los principales autores detrás de la resurrección del concepto en la Rusia postsoviética incluyen a Yefim Ostrovski, Valeri Tishkov, Vitali Skrinnik, Tatyana Poloskova y Natalya Narochnitskaya. Dado que Rusia surgió de la Unión Soviética como un país todavía significativamente multiétnico y multicultural, para que la «idea rusa» fuera unificadora, no podía ser etnocéntrica, como lo era en la doctrina Ortodoxia, Autocracia y Nacionalidad del Imperio Ruso del siglo XVIII.
En 2000, Shchedrovitski presentó las ideas principales del concepto de «mundo ruso» en el artículo «El mundo ruso y las características transnacionales de Rusia», entre cuyas ideas centrales se encontraba la lengua rusa. Andis Kudors del Centro Internacional para Académicos Woodrow Wilson, al analizar el artículo de Shchedrovitsky, concluyó que sigue las ideas expuestas por primera vez por el filósofo del siglo XVIII Johann Gottfried Herder sobre la influencia del lenguaje en el pensamiento, que se conoce como el principio de la relatividad lingüística: los que hablan ruso llegan a pensar en ruso y, finalmente, a actuar como un ruso.

### Era Putin
El presidente de Rusia, Vladímir Putin, visitó en 2005 el sitio arqueológico de Arkaim perteneciente a la cultura Sintashta y se reunió en persona con el arqueólogo jefe, Gennadi Zdanovich. La visita recibió mucha atención de los medios de comunicación rusos. Presentaron Arkaim como la «patria de la mayoría de los pueblos contemporáneos de Asia y, en parte, de Europa». Los nacionalistas llamaron a Arkaim la «ciudad de la gloria rusa» y la «ciudad eslavo-aria más antigua». Zdanovich presentó a Arkaim al presidente como una posible «idea nacional de Rusia», una nueva idea de civilización que Victor Schnirelmann llama la «idea rusa».
Finalmente, la idea del «mundo ruso» fue adoptada por la administración rusa y Vladímir Putin decretó el establecimiento en 2007 de la Fundación Ruskiy Mir, patrocinada por el gobierno. Varios observadores consideran que la promoción del concepto de «mundo ruso» es un elemento de la idea revanchista de la restauración de Rusia o su influencia hasta las fronteras de la Unión Soviética y del Imperio ruso.
Otros observadores describieron el concepto como un instrumento para proyectar el poder blando ruso. En Ucrania, la promoción del «mundo ruso» ya en 2018 quedó fuertemente asociada con la guerra ruso-ucraniana. Según el editor asistente de Russkaya Liniya, Pavel Tijomirov, el «mundo ruso» para los ucranianos politizados, cuyo número aumenta constantemente, es hoy en día «simplemente ‹neosovietismo› enmascarado con nuevos nombres». Lo reconcilió con la fusión del «mundo ruso» y la Unión Soviética dentro de la propia sociedad rusa. El Financial Times describió el «mundo ruso» como «la creación de Putin que fusiona el respeto por el pasado zarista y ortodoxo de Rusia con la reverencia por la derrota soviética del fascismo en la Segunda Guerra Mundial. Esto se resume en la Catedral Principal de las Fuerzas Armadas Rusas, a 40 millas al oeste de Moscú, inaugurado en 2020.» 

#### Iglesia Ortodoxa Rusa

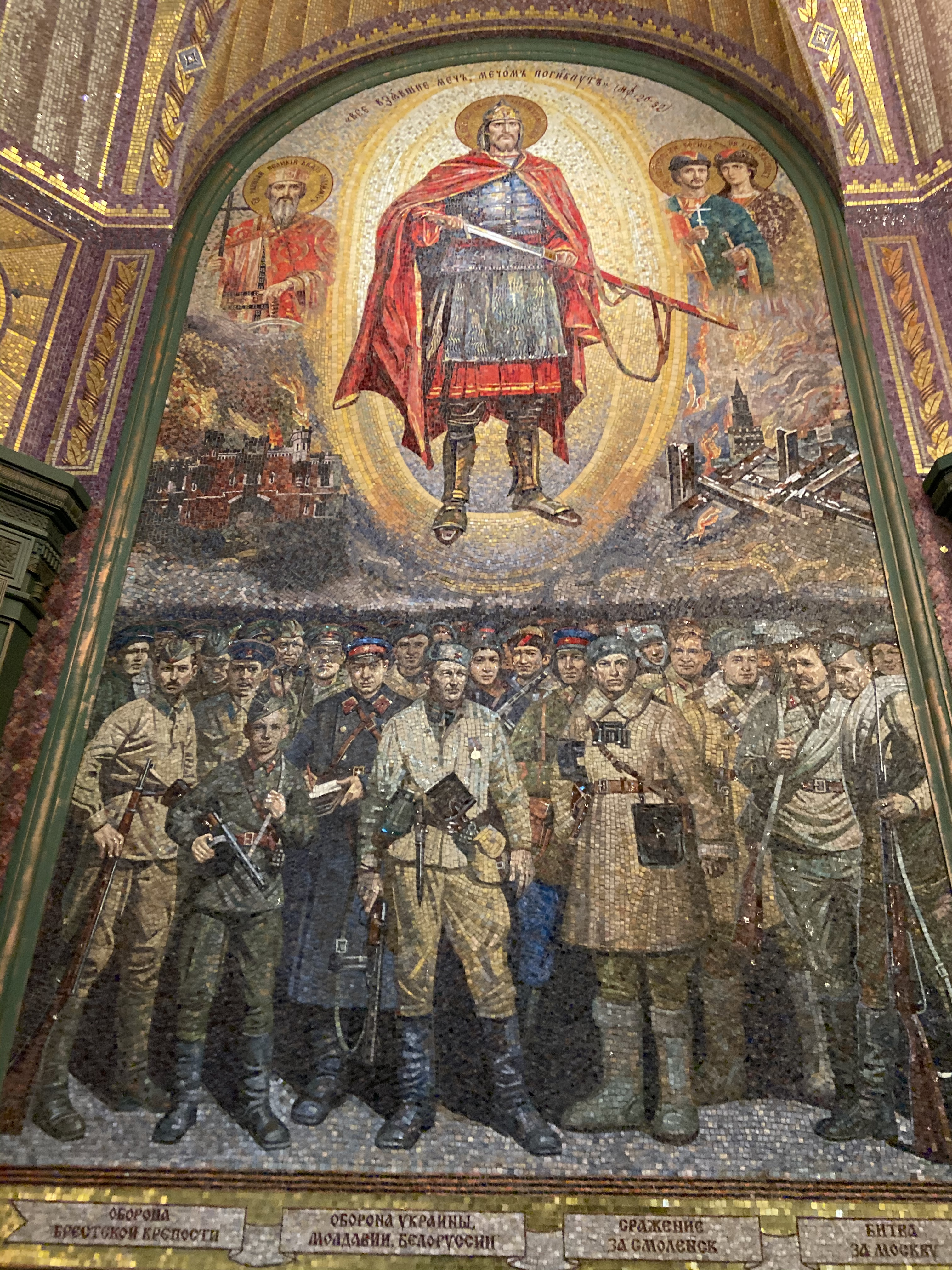
Un mosaico en la Catedral Principal de las Fuerzas Armadas Rusas que combina la iconografía ortodoxa oriental con el simbolismo militar propagandístico soviético.

El 3 de noviembre de 2009, en la Tercera Asamblea Mundial Rusa, el recién entronizado patriarca Cirilo de Moscú definió el «mundo ruso» como «el espacio civilizacional común fundado sobre tres pilares: la ortodoxia oriental, la cultura rusa y, especialmente, la lengua y la memoria histórica común y relacionado con su visión común sobre un mayor desarrollo social».
Ruski mir es una ideología promovida en el liderazgo de la Iglesia Ortodoxa Rusa. El patriarca Cirilo de Moscú también comparte esta ideología; para la Iglesia Ortodoxa Rusa, el ruski mir es también «un concepto espiritual, un recordatorio de que a través del bautismo de la Rus, Dios consagró a este pueblo a la tarea de construir una Santa Rus».

#### Durante la invasión rusa de Ucrania
Tras la invasión de Ucrania, el domingo de la ortodoxia de 2022, 1600 teólogos y clérigos de la Iglesia ortodoxa emitieron la Declaración de Volos, condenando la ideología de «Russkiy Mir» como herética y una desviación de la fe ortodoxa.
A continuación, entre los Patriarcados ortodoxos de la Pentarquía, dos han condenado la ideología como contraria a las enseñanzas de Cristo, vinculándola al filetismo, ideología condenada como herejía por un Sínodo General en Constantinopla en 1872.  La primera en hacerlo fue la Iglesia de Alejandría y de toda África y su Patriarca, Teodoro II. Les siguió el Patriarcado Ecuménico de Constantinopla, la primera Iglesia ortodoxa en rango y honor.
En su intercambio epistolar de principios de 2023, el Patriarca Ecuménico, Bartolomé I y el Arzobispo de Chipre, Jorge III, discutieron ampliamente la cuestión. 
La Declaración sobre la enseñanza del ‹mundo ruso› publicada el 13 de marzo la calificó de «ideología», «herejía» y «una forma de fundamentalismo religioso», es decir «de carácter totalitario». Al parecer, hasta 500 eruditos ortodoxos orientales fueron firmantes. Condenaron seis «facetas pseudoteológicas». Esas condenas se refieren a: sustituir el Reino de Dios por un reino terrenal; deificación del Estado mediante una teocracia y un cesaropapismo que priva a la Iglesia de su libertad para oponerse a la injusticia; divinización de una cultura; demonización maniquea de Occidente y elevación de la cultura oriental; negativa a decir la verdad y no reconocimiento de «intención asesina y culpabilidad» de una de las partes. En el documento de la Declaración se habla de un «fundamentalismo religioso etnofiletista ortodoxo».
Se dice que la guerra ruso-ucraniana implementa la idea del «mundo ruso». The Economist afirma que el concepto de «mundo ruso» se ha convertido en la base de una cruzada contra la cultura liberal de Occidente y esto ha resultado en un «nuevo culto ruso a la guerra». Dice que el régimen de Putin ha degradado particularmente el concepto de «mundo ruso» con una mezcla de oscurantismo, dogma ortodoxo, sentimiento antioccidental, nacionalismo, teoría de la conspiración y estalinismo. Basó este análisis en el primer discurso público de Putin después del 24 de febrero de 2022, en el que elogió al ejército ruso, utilizando las palabras de Jesús sobre el amor como entrega de la vida. También hizo referencia a Fiódor Ushakov, un almirante que es el santo patrón ortodoxo de la Armada rusa. Putin recordó las palabras de Ushakov: «Las tormentas de la guerra glorificarían a Rusia». The Economist también señaló la declaración del patriarca Kirill sobre la divinidad de la guerra y su papel para mantener alejada la supuesta cultura gay decadente de Occidente, y al sacerdote Elizbar Orlov, quien dijo que la «operación militar especial» de Rusia en Ucrania está limpiando el mundo de «una infección diabólica».
El 25 de diciembre de 2022, en una entrevista para la televisión nacional, Putin, aparentemente por primera vez, declaró abiertamente que el objetivo de Rusia, no sólo cultural sino territorialmente, es «unir al pueblo ruso» en un solo Estado. En junio de 2023, el presidente Putin describió a los que habían muerto en la invasión como aquellos que «han dado su vida por Novorossiya y por la unidad del mundo ruso». En 2025, afirmó que los rusos y los ucranianos eran «un solo pueblo» y que, en cierto sentido, «toda Ucrania es nuestra».